# Sự mâu thuẫn
Sự mâu thuẫn là trạng thái khi có cảm xúc, niềm tin hoặc tình cảm đối với một đối tượng mà đồng thời mâu thuẫn và xung đột. Nó cũng có thể ám chỉ tình huống khi người ta trải qua sự phân vân hoặc không chắc chắn.
Mặc dù thái độ thường hướng dẫn hành vi liên quan đến thái độ, những thái độ mâu thuẫn thường không làm như vậy một cách ít quyết định. Đối với người có thái độ không chắc chắn, thái độ của họ càng không kiên định, dẫn đến việc dự đoán tương lai trở nên ít chắc chắn hoặc ít quyết định hơn. Thái độ mâu thuẫn cũng dễ bị ảnh hưởng bởi thông tin tạm thời (ví dụ, tâm trạng), điều này có thể dẫn đến một đánh giá linh hoạt hơn. Tuy nhiên, vì người có thái độ mâu thuẫn nghĩ nhiều hơn về thông tin liên quan đến thái độ, họ cũng thường bị thuyết phục hơn bởi thông tin liên quan đến thái độ (thông tin thuyết phục) so với những người ít mâu thuẫn hơn.
Sự mâu thuẫn rõ ràng có thể hoặc không phải lúc nào cũng là trạng thái tinh thần không thoải mái khi các khía cạnh tích cực và tiêu cực của một đối tượng xuất hiện trong tâm trí của người đó cùng một lúc. Mâu thuẫn tinh thần không thoải mái, còn gọi là xung đột tri thức, có thể dẫn đến sự tránh né, trì hoãn, hoặc cố gắng giải quyết mâu thuẫn một cách cố ý. Mức độ không thoải mái từ mâu thuẫn thường cao nhất khi người đó cần phải đưa ra quyết định trong tình huống cụ thể. Mức độ nhận biết sự mâu thuẫn thay đổi từ người này sang người khác và từ tình huống này sang tình huống khác. Đó là lý do tại sao các nhà nghiên cứu đã xem xét hai hình thức của sự mâu thuẫn, trong đó chỉ một trong số chúng được trải nghiệm như là một trạng thái xung đột.